# Réseau de bus RATP
A Réseau de bus RATP 63 buszjáratot üzemeltet Párizsban és további 214 járatot a külvárosokban. 2014-ben 983 millió utas vette igénybe a járatokat, ebből 330,7 millióan a városi-, 652,3 millióan pedig a külvárosi járatokon utaztak.

## Párizsi buszjáratok
| Járatszám | Honnan                            | Hova                                          |
| --------- | --------------------------------- | --------------------------------------------- |
| PC        | Pont du Garigliano                | Porte d'Asnières - Marguerite Long            |
| 20        | Levallois                         | Porte des Lilas                               |
| 21        | Porte de Saint-Ouen               | Porte de Gentilly                             |
| 22        | Porte de Saint-Cloud              | Gare Saint-Lazare                             |
| 24        | Panthéon                          | École vétérinaire de Maisons-Alfort           |
| 25        | Bibliothèque François-Mitterrand  | Duras                                         |
| 26        | Gare Saint-Lazare                 | Trône                                         |
| 27        | Gare Saint-Lazare                 | Porte d’Ivry                                  |
| 28        | Porte de Clichy                   | Gare Montparnasse                             |
| 29        | Gare Saint-Lazare                 | Porte de Montempoivre                         |
| 30        | Hôpital Européen Georges Pompidou | Pigalle                                       |
| 31        | Gare de l’Est                     | Charles de Gaulle-Etoile                      |
| 32        | Gare de l’Est                     | Porte d’Auteuil                               |
| 35        | Gare du Nord                      | Mairie d’Aubervilliers                        |
| 38        | Porte de la Chapelle              | Porte d’Orléans                               |
| 39        | Gare du Nord                      | Issy                                          |
| 40        | Mairie du 18e                     | Le Peletier                                   |
| 42        | Boulogne                          | Gare Saint-Lazare                             |
| 43        | Gare du Nord                      | Neuilly - Bagatelle / Hippodrome de Longchamp |
| 45        | Concorde                          | Aubervilliers - France-Asie                   |
| 46        | Gare de l'Est                     | Château de Vincennes                          |
| 47        | Châtelet                          | Fort du Kremlin-Bicêtre                       |
| 48        | Gare du Nord                      | Porte des Lilas                               |
| 52        | Opéra - Rue Halévy                | Parc de Saint-Cloud                           |
| 54        | Porte d’Aubervilliers             | Asnières-Gennevilliers - Gabriel Péri         |
| 56        | Porte de Clignancourt             | Château de Vincennes                          |
| 57        | Porte de Bagnolet Louis Ganne     | Arcueil-Laplace RER                           |
| 58        | Châtelet                          | Vanves-Lycée Michelet                         |
| 59        | Gare de Clamart                   | Place d'Italie                                |
| 60        | Gambetta - Japon                  | Porte de Montmartre                           |
| 61        | Place d'Italie                    | Eglise de Pantin                              |
| 62        | Porte de France                   | Porte de Saint-Cloud                          |
| 63        | Gare de Lyon                      | Jardin d'Acclimatation / Porte de la Muette   |
| 64        | Porte des Lilas                   | Denfert-Rochereau                             |
| 66        | Opéra                             | Saint-Ouen                                    |
| 67        | Palais-Royal - Musée du Louvre    | Stade Charléty - Porte de Gentilly            |
| 68        | Place de Clichy                   | Châtillon-Montrouge Métro                     |
| 69        | Gambetta - Japon                  | Champ de Mars                                 |
| 70        | Hôtel de Ville                    | Suresnes - De Gaulle / Porte de Passy         |
| 71        | Porte de la Villette              | Bibliothèque François Mitterrand              |
| 72        | Gare de Lyon                      | Parc de Saint-Cloud                           |
| 73        | Musée d’Orsay                     | La Garenne-Colombes - Charlebourg             |
| 74        | Clichy                            | Châtelet                                      |
| 75        | Panthéon                          | Porte de Pantin                               |
| 76        | Châtelet                          | Bagnolet-Louise Michel                        |
| 77        | Gare de Lyon                      | Joinville-le-Pont RER                         |
| 80        | Mairie du 18e - Jules Joffrin     | Porte de Versailles                           |
| 82        | Luxembourg                        | Neuilly Hôpital Américain                     |
| 83        | Invalides                         | Porte d’Ivry                                  |
| 84        | Panthéon                          | Levallois - Alsace                            |
| 85        | Saint-Ouen - Les Docks            | Châtelet                                      |
| 86        | Champ-de-Mars                     | St-Mandé-Parc zoologique                      |
| 87        | Invalides                         | Porte de Reuilly                              |
| 88        | Porte d'Auteuil                   | Montsouris - Tombe Issoire                    |
| 89        | Porte de France                   | Gare de Vanves-Malakoff                       |
| 91        | Montparnasse 2 Gare TGV           | Gare du Nord                                  |
| 92        | Porte d'Orléans                   | Porte de Champerret                           |
| 93        | Invalides                         | Suresnes-de Gaulle                            |
| 94        | Gare Montparnasse                 | Pont de Levallois                             |
| 95        | Porte de Vanves                   | Porte de Montmartre                           |
| 96        | Gare Montparnasse                 | Porte des Lilas                               |

## Reptéri buszok
| Járatszám | Honnan            | Hova                |
| --------- | ----------------- | ------------------- |
| orlybus   | Denfert-Rochereau | Aéroport d’Orly     |
| roissybus | Opéra             | Aéroport CDG Roissy |

## Külvárosi buszok
| Járatszám | Honnan                                               | Hova                                                                                    |
| --------- | ---------------------------------------------------- | --------------------------------------------------------------------------------------- |
| 101       | Joinville-le-Pont                                    | Champigny Camping International                                                         |
| 102       | Gambetta                                             | Rosny-Bois Perrier                                                                      |
| 103       | Ecole Vétérinaire de Maisons-Alfort                  | Rungis Marché International                                                             |
| 104       | Ecole Vétérinaire de Maisons-Alfort                  | Bonneuil Place des Libertés                                                             |
| 105       | Porte des Lilas                                      | Mairie des Pavillons-sous-Bois                                                          |
| 106       | Joinville-le-Pont                                    | Villiers-sur-Marne-Le-Plessis-Trévise                                                   |
| 107       | Ecole Vétérinaire de Maisons-Alfort                  | St-Maur-Créteil – St-Maur La Pie                                                        |
| 108       | Joinville-le-Pont                                    | Champigny Jeanne Vacher                                                                 |
| 109       | Terroirs de France                                   | Charenton Pont Nelson Mandela                                                           |
| 110       | Joinville-le-Pont                                    | Villiers-sur-Marne-Le-Plessis-Trévise                                                   |
| 111       | Terroirs de France                                   | St-Maur Corneilles - La Varenne-Chennevières - Champigny                                |
| 112       | Château de Vincennes                                 | La Varenne-Chennevières                                                                 |
| 113       | Nogent-sur-Marne                                     | Mairie de Chelles - Terre Ciel                                                          |
| 114       | Château de Vincennes                                 | Le Raincy-Villemomble-Montfermeil - Villemomble Les Coquetiers                          |
| 115       | Porte des Lilas                                      | Mairie de Montreuil - Château de Vincennes                                              |
| 116       | Rosny-Bois Perrier                                   | Eglise de Rosny-sous-Bois - Champigny                                                   |
| 117       | Créteil Préfecture du Val-de-Marne                   | Champigny                                                                               |
| 118       | Château de Vincennes                                 | Eglise de Rosny-sous-Bois                                                               |
| 119       | Massy-Palaiseau                                      | Les Baconnets                                                                           |
| 120       | Nogent-sur-Marne                                     | Bry-sur-Marne Hôpital St-Camille - Noisy-le-Grand Mont d’Est - Mairie de Noisy-le-Grand |
| 121       | Mairie de Montreuil                                  | Château de Villemomble - Villemomble Lycée Clémenceau                                   |
| 122       | Galliéni                                             | Val de Fontenay                                                                         |
| 123       | Porte d’Auteuil                                      | Mairie d’Issy                                                                           |
| 124       | Château de Vincennes                                 | Val de Fontenay                                                                         |
| 125       | Porte d’Orléans                                      | Ecole Vétérinaire de Maisons-Alfort                                                     |
| 126       | Porte d’Orléans                                      | Parc de St-Cloud                                                                        |
| 127       | Croix de Chavaux                                     | Neuilly-sur-Marne Île-de-France                                                         |
| 128       | Porte d’Orléans                                      | Bagneux Dampierre – Robinson                                                            |
| 129       | Porte des Lilas                                      | Mairie de Montreuil                                                                     |
| 131       | Porte d’Italie                                       | L’Haÿ-les-Roses Les Dahlias – Rungis-La Fraternelle                                     |
| 132       | Bibliothèque François Mitterrand                     | Vitry-sur-Seine Cité du Moulin Vert                                                     |
| 133       | Sarcelles Bois d’Ecouen - Gare de Sarcelles-St-Brice | Le Bourget                                                                              |
| 137       | Porte de Clignancourt                                | Villeneuve-la-Garenne Z.I. Nord                                                         |
| 138       | Porte de Clichy                                      | Ermont-Eaubonne                                                                         |
| 139       | Porte de la Villette                                 | La Plaine Stade de France – Carrefour Pleyel – St-Ouen                                  |
| 140       | Gabriel Péri                                         | Gare d’Argenteuil                                                                       |
| 141       | La Défense Grande Arche                              | Lycée de Rueil-Malmaison                                                                |
| 143       | La Courneuve-Aubervilliers                           | Drancy Lycée Delacroix - Rosny-sous-Bois                                                |
| 144       | La Défense Grande Arche                              | Rueil-Malmaison                                                                         |
| 145       | Eglise de Pantin                                     | Cimetière de Villemomble                                                                |
| 146       | Le Bourget                                           | Montfermeil Les Bosquets                                                                |
| 147       | Eglise de Pantin                                     | Sevran Avenue Ronsard                                                                   |
| 148       | Bobigny Pablo Picasso                                | Le Blanc-Mesnil Musée de l’Air / Aulnay-sous-Bois Garonor                               |
| 150       | Porte de la Villette                                 | Pierrefitte-Stains                                                                      |
| 151       | Porte de Pantin                                      | Bondy Jouhaux-Blum                                                                      |
| 152       | Porte de la Villette                                 | Le Blanc-Mesnil ZA du Pont Yblon – Gonesse ZAC des Tulipes                              |
| 153       | Porte de la Chapelle                                 | Stains Moulin Neuf                                                                      |
| 157       | Pont de Neuilly                                      | Nanterre-Ville - Nanterre Boulevard de Seine                                            |
| 158       | Pont de Neuilly                                      | Rueil-Malmaison                                                                         |
| 159       | La Défense Grande Arche                              | Nanterre Cité du Vieux Pont                                                             |
| 160       | Nanterre-Préfecture                                  | Pont de Sèvres                                                                          |
| 162       | Meudon Val Fleury                                    | Villejuif Louis Aragon                                                                  |
| 163       | Porte de Champerret                                  | Rueil-Ville                                                                             |
| 164       | Porte de Champerret                                  | Argenteuil Collège Claude Monet                                                         |
| 165       | Porte de Champerret                                  | Asnières 18 juin 1940                                                                   |
| 166       | Gennevilliers ZAC des Louvresses                     | Porte de la Chapelle                                                                    |
| 167       | Pont de Levallois                                    | Nanterre-Ville                                                                          |
| 168       | Saint-Denis - Université                             | Sarcelles - Chantepie                                                                   |
| 169       | Pont de Sèvres                                       | Hôpital Européen Georges Pompidou                                                       |
| 170       | Porte des Lilas                                      | St-Denis                                                                                |
| 171       | Pont de Sèvres                                       | Gare de Chaville R.D. / Gare de Chaville R.G. / Château de Versailles                   |
| 172       | Bourg-la-Reine                                       | Créteil l’Echat Parking                                                                 |
| 173       | Porte de Clichy                                      | La Courneuve 8 Mai 1945                                                                 |
| 174       | La Défense                                           | St-Ouen RER                                                                             |
| 175       | Porte de St-Cloud                                    | Gabriel Péri                                                                            |
| 176       | Pont de Neuilly                                      | Colombes Petit Gennevilliers                                                            |
| 177       | Gabriel Péri                                         | Villeneuve-la-Garenne ZI Nord                                                           |
| 178       | La Défense Grande Arche                              | Gennevilliers RER                                                                       |
| 179       | Pont de Sèvres                                       | Robinson RER                                                                            |
| 180       | Villejuif Louis Aragon                               | Charenton Ecoles                                                                        |
| 181       | Ecole Vétérinaire de Maisons-Alfort                  | Créteil La Gaîté                                                                        |
| 182       | Mairie d’Ivry                                        | Choisy-le-Roi Pont de Choisy - Villeneuve-Triage                                        |
| 183       | Porte de Choisy                                      | Mairie d’Orly - Aéroport d’Orly-Sud                                                     |
| 184       | Porte d’Italie                                       | Fresnes Pasteur                                                                         |
| 185       | Porte d’Italie                                       | Choisy Sud                                                                              |
| 186       | Porte d’Italie                                       | Fresnes Rond-point Roosevelt                                                            |
| 187       | Porte d’Orléans                                      | Fresnes Charcot-Zola                                                                    |
| 188       | Porte d’Orléans                                      | Bagneux Rosenberg                                                                       |
| 189       | Porte de St-Cloud                                    | Clamart Georges Pompidou                                                                |
| 190       | Mairie d’Issy                                        | Petit Clamart-RD906                                                                     |
| 191       | Porte de Vanves                                      | Malakoff Rue Etienne Dolet - Clamart Place du Garde                                     |
| 192       | Robinson                                             | Rungis Marché International                                                             |
| 193       | Mairie de L'Haÿ-les-Roses                            | Arcueil - Lénine                                                                        |
| 194       | Porte d’Orléans                                      | Châtenay-Malabry Lycée Polyvalent                                                       |
| 195       | Châtillon-Montrouge                                  | Clamart-Fontenay Division Leclerc - Robinson                                            |
| 196       | Antony                                               | Massy-Palaiseau                                                                         |
| 197       | Porte d’Orléans                                      | Massy Opéra-Théâtre                                                                     |
| 199       | Massy-Palaiseau                                      | Saulx-les-Chartreux Collège Pablo Picasso / Longjumeau La Rocade-Lycée                  |
| 201       | Joinville-le-Pont                                    | Champigny Diderot-La Plage                                                              |
| 203       | Neuilly-Plaisance                                    | Neuilly-sur-Marne Cité des Bouleaux                                                     |
| 206       | Noisy-le-Grand Mont d’Est                            | Le Plessis-Trévise - Place de Verdun – Émerainville-Pontault-Combault                   |
| 207       | Noisy-le-Grand Mont d’Est                            | Hôpital de la Queue-en-Brie                                                             |
| 208a      | Champigny                                            | Champigny Place de la Résistance                                                        |
| 208b      | Champigny                                            | Champigny-Chennevières Bois-l’Abbé – Le Plessis-Trévise - Place de Verdun               |
| 209       | Villiers-sur-Marne - Le Plessis-Trévise RER          | Pontault-Combault - Place de Beilstein                                                  |
| 210       | Château de Vincennes                                 | Villiers-sur-Marne - Le-Plessis-Trévise                                                 |
| 211       | Torcy                                                | Terre Ciel                                                                              |
| 212       | Champs-sur-Marne Pointe de Champs                    | Noisy-Champs Descartes – Émerainville-Pontault-Combault                                 |
| 213       | Chelles-Gournay                                      | Noisy-Champs Descartes – Lognes Le Village                                              |
| 214       | Neuilly-Plaisance                                    | Neuilly-sur-Marne Z.I. des Chanoux / Gagny Roger Salengro                               |
| 215       | Porte de Montreuil                                   | Vincennes République                                                                    |
| 216       | Denfert-Rochereau                                    | Rungis Marché International                                                             |
| 217       | Mairie d’Alfortville                                 | Hôtel de Ville de Créteil                                                               |
| 220       | Bry-sur-Marne                                        | Torcy                                                                                   |
| 221       | Galliéni                                             | Gagny Pointe de Gournay                                                                 |
| 234       | Fort d’Aubervilliers                                 | Mairie de Livry-Gargan                                                                  |
| 235       | Gabriel Péri                                         | Colombes Europe                                                                         |
| 237       | Mairie de St-Ouen                                    | L’Île-St-Denis Parc Départemental Collège Sisley                                        |
| 238       | Pont de Levallois                                    | Asnières Mourinoux - St-Gratien                                                         |
| 239       | Rosa Parks                                           | Basilique de St-Denis Médiathèque                                                       |
| 241       | Porte d’Auteuil                                      | Suresnes Place de la Paix – Rueil-Malmaison                                             |
| 244       | Porte Maillot                                        | Rueil-Malmaison                                                                         |
| 247       | Aulnay-sous-Bois - Garonor                           | Drancy - Stade Charles Sage                                                             |
| 248       | Fort d'Aubervilliers                                 | Drancy RER                                                                              |
| 249       | Porte des Lilas                                      | Porte de la Villette – Dugny Centre-ville                                               |
| 250       | Fort d’Aubervilliers                                 | Gonesse La Fontaine Cypière Z.I.                                                        |
| 251       | Bobigny Benoît Frachon                               | Bobigny Pablo Picasso – Aulnay-sous-Bois                                                |
| 252       | Porte de la Chapelle                                 | Garges-Sarcelles                                                                        |
| 253       | Stade de France St-Denis                             | Mairie de Stains                                                                        |
| 254       | St-Denis Porte de Paris                              | Pierrefitte-Stains – Mairie de Montmagny                                                |
| 255       | Porte de Clignancourt                                | Stains Les Prévoyants – Garges Rond-point de la Lutèce                                  |
| 256       | La Courneuve-Aubervilliers                           | Gare d’Enghien-les-Bains – Lycée d’Enghien                                              |
| 258       | La Défense Grande Arche                              | Rueil-Malmaison - La Jonchère                                                           |
| 259       | Nanterre-Université                                  | St-Germain-en-Laye                                                                      |
| 261       | Bongarde                                             | Eglise de Franconville                                                                  |
| 262       | Pont de Bezons                                       | Maisons-Laffitte                                                                        |
| 263       | Nanterre - Place de la Boule-Joffre                  | Suresnes - Pasteur-Val d'Or                                                             |
| 268       | St-Denis Université                                  | Villiers-le-Bel-Gonesse-Arnouville                                                      |
| 269       | Garges-Sarcelles                                     | Hôtel de Ville d’Attainville                                                            |
| 270       | Garges-Sarcelles                                     | Villiers-le-Bel-Gonesse-Arnouville                                                      |
| 272       | Sartrouville RER                                     | Gare d’Argenteuil                                                                       |
| 274       | Levallois-Voltaire-Villiers                          | St-Denis RER                                                                            |
| 275       | La Défense                                           | Pont de Levallois                                                                       |
| 276       | La Défense                                           | Asnières-Gennevilliers-Les Courtilles                                                   |
| 278       | La Défense                                           | Bois-Colombes - Les Bruyères                                                            |
| 281       | Joinville-le-Pont                                    | Créteil Europarc                                                                        |
| 285       | Athis-Mons - Porte de l’Essonne                      | Juvisy                                                                                  |
| 286       | Villejuif Louis Aragon                               | Antony                                                                                  |
| 289       | Porte de St-Cloud                                    | Clamart Cité de la Plaine                                                               |
| 290       | Issy-Val de Seine                                    | Meudon-la-Forêt Europe Nord – Meudon-la-Forêt Pasteur                                   |
| 291       | Pont de Sèvres                                       | Vélizy - La Cheminée                                                                    |
| 292       | Athis-Mons - Porte de l’Essonne                      | Savigny-sur-Orge Z.A.C. Les Gâtines                                                     |
| 294       | Châtillon-Montrouge                                  | Igny                                                                                    |
| 297       | Porte d’Orléans                                      | Antony – Longjumeau Place Charles Stéber                                                |
| 299       | Porte d’Orléans                                      | Mairie de Morangis                                                                      |
| 301       | Bobigny Pablo Picasso                                | Val de Fontenay                                                                         |
| 302       | Gare du Nord                                         | La Courneuve 6 Routes                                                                   |
| 303       | Bobigny Pablo Picasso                                | Noisy-le-Grand Mont d’Est                                                               |
| 304       | Nanterre Place de la Boule                           | Asnières-Gennevilliers-Les Courtilles                                                   |
| 306       | St-Maur-Créteil                                      | Noisy-le-Grand Mont d’Est                                                               |
| 308       | Créteil Préfecture du Val de Marne                   | Villiers-sur-Marne-Le-Plessis-Trévise                                                   |
| 310       | Noisy - Champs RER                                   | Les Yvris-Noisy-le-Grand RER                                                            |
| 311       | Noisiel                                              | Terre Ciel via Gare de Vaires - Torcy                                                   |
| 312       | Chelles-Gournay                                      | Noisy-Champs Descartes                                                                  |
| 317       | Hôtel de Ville de Créteil                            | Le Parc de St-Maur – Nogent-Le Perreux                                                  |
| 318       | Château de Vincennes                                 | Bobigny-Pantin Raymond Queneau                                                          |
| 319       | Massy-Palaiseau                                      | Massy Opéra-Théâtre – Rungis Marché International                                       |
| 320       | Noisy-le-Grand Mont d’Est                            | Noisy-le-Grand Mont d’Est (circular line)                                               |
| 321       | Lognes                                               | Aérodrome de Lognes – Croissy-Beaubourg Z.I. Pariest                                    |
| 322       | Bobigny Pablo Picasso                                | Mairie de Montreuil                                                                     |
| 323       | Issy-Val de Seine                                    | Ivry-sur-Seine - Gambetta                                                               |
| 325       | Bibliothèque François Mitterrand                     | Château de Vincennes                                                                    |
| 330       | Fort d'Aubervilliers                                 | Raymond Queneau - Anatole France                                                        |
| 337       | Deuil-la-Barre - ZA du Moutier                       | Gare de Pierrefite-Stains                                                               |
| 340       | Gare d’Argenteuil                                    | Asnières-Gennevilliers Gabriel Péri – Clichy Berges de Seine                            |
| 341       | Charles de Gaulle-Etoile                             | Porte de Clignancourt                                                                   |
| 346       | Rosny 2 Nord                                         | Le Blanc-Mesnil Place de la Libération                                                  |
| 350       | Paris-Gare de l’Est                                  | Aéroport CDG Roissypole                                                                 |
| 351       | Paris-Nation                                         | Aéroport CDG Roissypole                                                                 |
| 353       | Saint-Denis - Université                             | Saint-Denis - ZAC Landy-Nord                                                            |
| 355       | Sarcelles Lycée Jean-Jacques Rousseau                | (circulaire)                                                                            |
| 356       | St-Denis - ZAC Landy Nord                            | Deuil-la-Barre Marché des Mortefontaines                                                |
| 360       | La Défense Grande Arche                              | Hôpital de Garches                                                                      |
| 361       | St-Denis                                             | St-Denis Université – Gare d’Argenteuil                                                 |
| 366       | Église de Colombes                                   | Asnières - Bords de Seine                                                               |
| 367       | Pont de Bezons                                       | Rueil-Malmaison RER                                                                     |
| 368       | Garges-Sarcelles                                     | Sarcelles Place du Souvenir Français                                                    |
| 370       | Villiers-le-Bel-Gonesse-Arnouville                   | Marché de St-Brice                                                                      |
| 372       | Maisons-Alfort-Alfortville                           | Maisons-Alfort Louis Fliche                                                             |
| 378       | Nanterre-Ville RER                                   | Asnières-Gennevilliers - Les Courtilles                                                 |
| 380       | Arcueil - Vache Noire - Centre Commercial            | Villejuif - Louis Aragon                                                                |
| 382       | Pont de Rungis RER                                   | Les Ardoines RER                                                                        |
| 385       | Juvisy RER                                           | Épinay-sur-Orge RER                                                                     |
| 388       | Châtillon-Montrouge                                  | Bourg-la-Reine                                                                          |
| 389       | Pont de Sèvres                                       | Meudon-la-Forêt Centre Administratif                                                    |
| 390       | Bourg-la-Reine                                       | Hôtel de Ville de Vélizy-Villacoublay                                                   |
| 391       | Châtillon-Montrouge                                  | Bagneux Pont Royal                                                                      |
| 394       | Issy Val de Seine                                    | Bourg-la-Reine                                                                          |
| 395       | Antony                                               | Le Plessis-Robinson–Pavé Blanc                                                          |
| 396       | La Croix de Berny                                    | Thiais Belle Epine Sud                                                                  |
| 399       | Massy-Palaiseau RER                                  | Juvisy RER                                                                              |
| 421       | Gare de Vaires-Torcy                                 | Émerainville-Pontault-Combault                                                          |
| 426       | Hôtel de Ville de Boulogne-Billancourt               | Gare de La Celle-St-Cloud                                                               |
| 459       | Gare de St-Cloud                                     | Rueil Henri Régnault                                                                    |
| 467       | Pont de Sèvres                                       | Rueil-Malmaison                                                                         |
| 471       | Les Coteaux                                          | Gare de Versailles Rive Droite                                                          |
| 485       | Athis-Mons–Noyer–Renard                              | Athis-Mons – Delalande – Pasteur                                                        |
| 486       | Juvisy                                               | Athis-Mons - Porte de l’Essonne                                                         |
| 487       | Juvisy                                               | Athis-Mons – Porte de l’Essonne                                                         |
| 488       | Athis-Mons - Place Henri Deudon                      | Juvisy RER                                                                              |
| 492       | Savigny-sur-Orge                                     | Chilly-Mazarin Place de la Libération                                                   |

## Éjszakai buszok (Noctilien)
Bővebben: Noctilien
A Noctilien Párizs éjszakai buszhálózata, mely éjjel 00:30-tól másnap reggel 05:30-ig üzemel.
Az N utáni számjegy jelentése:
- 0 a főbb párizsi pályaudvarokat összekötő körjárat
- 1 Párizst átszelő járat; érinti a Châtelet-t
- 2 a Châtelet-től induló járat
- 3 a Gare de Lyontól induló járat
- 4 a Gare de l'Esttől induló járat
- 5 a Gare Saint-Lazare-tól induló járat
- 6 a Gare Montparnasse-tól induló járat
- 7 külvárosi járat, nem érinti Párizst

| Járatszám | Honnan                      | Hova                                  |
| --------- | --------------------------- | ------------------------------------- |
| N01       | Gare de l’Est               | Gare de l’Est (külső kör)             |
| N02       | Gare Montparnasse           | Gare Montparnasse (belső kör)         |
| N11       | Pont de Neuilly             | Château de Vincennes                  |
| N12       | Pont de Sèvres              | Romainville Carnot                    |
| N13       | Mairie d’Issy               | Bobigny Pablo Picasso                 |
| N14       | Bourg-la-Reine              | Mairie de St-Ouen                     |
| N15       | Villejuif Louis Aragon      | Gabriel Péri                          |
| N16       | Mairie de Montreuil         | Pont de Levallois                     |
| N21       | Châtelet                    | Chilly-Mazarin Libération             |
| N22       | Châtelet                    | Rungis Marché International           |
| N23       | Châtelet                    | Chelles-Gournay                       |
| N24       | Châtelet                    | Bezons Grand Cerf                     |
| N31       | Gare de Lyon                | Juvisy                                |
| N32       | Gare de Lyon                | Boissy-St-Léger                       |
| N33       | Gare de Lyon                | Villiers-sur-Marne-Le-Plessis-Trévise |
| N34       | Gare de Lyon                | Torcy                                 |
| N35       | Gare de Lyon                | Nogent-Le Perreux                     |
| N41       | Gare de l’Est               | – Sevran-Livry                        |
| N42       | Gare de l’Est               | Aulnay-sous-Bois Garonor              |
| N43       | Gare de l’Est               | Gare de Sarcelles-St-Brice            |
| N44       | Gare de l’Est               | Garges-Sarcelles                      |
| N45       | Gare de l’Est               | Hôpital de Montfermeil                |
| N51       | Gare St-Lazare              | Gare d’Enghien-les-Bains              |
| N52       | Gare St-Lazare              | Gare d’Argenteuil                     |
| N53       | Gare St-Lazare              | Nanterre-Université                   |
| N61       | Gare Montparnasse           | Vélizy-Villacoublay Hôtel de Ville    |
| N61       | Gare Montparnasse           | Robinson                              |
| N63       | Gare Montparnasse           | Massy-Palaiseau                       |
| N71       | Rungis Marché International | St-Maur-Créteil                       |

## Speciális- és körjáratok
| Járatszám                      | Honnan                                 | Hova                                                                               |
| ------------------------------ | -------------------------------------- | ---------------------------------------------------------------------------------- |
| Montmartrobus                  | Pigalle                                | Mairie du XVIIIème-Jules Joffrin                                                   |
| autobus suresnois              | Suresnes De Gaulle                     | Suresnes De Gaulle (körjárat)                                                      |
| Bus du Port                    | Gennevilliers                          | Gennevilliers Silos - Gennevilliers Direction du Port                              |
| Buséolien 1                    | Puteaux Cimetière Nouveau              | Île de Puteaux                                                                     |
| Buséolien 2                    | Puteaux Cimetière Nouveau              | Puteaux Bellini                                                                    |
| Choisybus                      | Choisy-le-Roi                          | Choisy-le-Roi (körjárat)                                                           |
| Clamibus                       | Gare de Clamart                        | Clamart Maison de quartier André Charré                                            |
| Désiré                         | Asnières Hôtel de Ville                | Asnières Hôtel de Ville (körjárat)                                                 |
| L’Audonienne                   | St-Ouen Payret                         | St-Ouen Debain                                                                     |
| Hirondelle                     | Hôtel de ville de Malakoff             | Cimetière intercommunal de Clamart                                                 |
| Hirondelle                     | Hôtel de ville de Malakoff             | Hôtel de ville de Malakoff (körjárat)                                              |
| 292                            | Rungis Marché International            | Rungis Marché International (körjárat)                                             |
| Navette                        | Hôtel de Ville de Neuilly              | Hôtel de Ville de Neuilly (körjárat)                                               |
| Navette monastère              | Val de Fontenay                        | Fontenay-sous-Bois Les Parapluies                                                  |
| Montbus                        | Montrouge St-Jacques                   | Montrouge St-Jacques (körjárat)                                                    |
| RiverPlaza                     | Gabriel Péri                           | River Plaza – Les Grésillons                                                       |
| Silic                          | Aérogare d’Orly-Ouest                  | Rungis SILIC-Traversière (körjárat)                                                |
| SU Nanterre a                  | Nanterre Parc du Mont-Valérien         | Nanterre-Ville                                                                     |
| SU Nanterre b                  | Nanterre Parc du Mont-Valérien         | Nanterre Parc du Mont-Valérien (körjárat)                                          |
| Subb                           | Hotel de Ville de Boulogne-Billancourt | Hôtel de Ville de Boulogne-Billancourt (körjárat)                                  |
| 515                            | Les Lilas Place du Vel’ d’Hiv’         | Les Lilas Place du Vel’ d’Hiv’ (körjárat)                                          |
| Tim                            | Meudon Val Fleury                      | Gare de Bellevue (körjárat)                                                        |
| La Traverse Ney-Flandre        | Porte d’Aubervilliers Oberlé           | Porte d’Aubervilliers Oberlé (körjárat)                                            |
| Tub                            | Hôtel de Ville de Bondy                | Bois de Bondy – Les Coquetiers (körjárat)                                          |
| Tuc est                        | Mairie de Clichy Rue Martre            | Mairie de Clichy Rue Martre (körjárat kelet felé)                                  |
| Tuc ouest                      | Mairie de Clichy Rue Martre            | Mairie de Clichy Rue Martre (körjárat nyugat felé)                                 |
| Tuvim                          | Mairie d’Issy                          | Mairie d’Issy (körjárat)                                                           |
| 43n                            | Pont de Neuilly                        | Neuilly Bagatelle                                                                  |
| 104v                           | Valenton Guy Môquet                    | Valenton Raspail                                                                   |
| 307                            | Villiers-sur-Marne-Le-Plessis-Trévise  | Villiers-sur-Marne-Le-Plessis-Trévise (körjárat)                                   |
| 330                            | Fort d’Aubervilliers                   | Pantin Raymond Queneau Anatole France                                              |
| 357                            | Nanterre Parc du Mont-Valérien         | Nanterre Les Genêts (Pti'bus)                                                      |
| La Traverse Batignolles-Bichat | Hôpital Bichat                         | Hôpital Bichat (körjárat)                                                          |
| La Traverse de Charonne        | Gambetta                               | Gambetta (körjárat)                                                                |
| La Traverse Bièvre-Montsouris  | Place de l’Abbé Georges Hénocque       | Place de l’Abbé Georges Hénocque (körjárat)                                        |
| 514                            | Nogent-sur-Marne Centre nautique       | Nogent-sur-Marne Centre nautique (körjárat)                                        |
| 520                            | Bry-sur-Marne                          | Les Hauts de Bry (SFP)                                                             |
| 545                            | Noisy-le-Sec                           | Bagnolet Louise Michel                                                             |
| 547                            | Pavillons-sous-Bois Ancien Cimetière   | Pavillons-sous-Bois Ancien Cimetière (körjárat) (szolgáltató: Pavillons-sous-Bois) |
| 551                            | Drancy Stade                           | Drancy Stade (körjárat) (megszűnt)                                                 |
| 556                            | Deuil-la-Barre Aubépines               | Deuil-la-Barre Zone Artisanale du Moutier                                          |
| 563                            | Suresnes De Gaulle                     | Nanterre - Place de la Boule                                                       |
| 564                            | Rueil-Malmaison Collège La Malmaison   | Rueil-Malmaison Les Pince-Vins [Jonchère körjárat]                                 |
| 565                            | Rueil-Malmaison Mairie                 | Rueil-Malmaison Eglise de Buzenval                                                 |
| 566                            | Colombes Rue de l’Industrie            | Colombes Rue de l’Industrie (körjárat)                                             |
| 578                            | Mairie de Villeneuve-la-Garenne        | St-Denis Rue Charles Michels                                                       |
| 580                            | Villejuif Louis Aragon                 | Laplace [T-IGR]                                                                    |
| 595                            | Robinson                               | Le Plessis-Robinson La Boursidière                                                 |
| v1                             | Mairie de l’Haÿ-les-Roses              | Le Kremlin-Bicêtre Leclerc-Thomas                                                  |
| v2                             | Fresnes Pasteur                        | L’Haÿ-les-Roses Centre commercial – Chevilly-Larue Rue Paul Hochart                |
| v3                             | Cachan Centre ville                    | Cachan Centre ville (körjárat)                                                     |
| v4                             | Arcueil Hôtel de Ville-Centre          | Arcueil Hôtel de Ville-Centre (körjárat)                                           |
| v5                             | Gentilly Gabriel Péri Soleil Levant    | Gentilly Gabriel Péri Soleil Levant (körjárat)                                     |
| v5                             | Gentilly Gabriel Péri Soleil Levant    | Gentilly Gabriel Péri Soleil Levant (körjárat)                                     |
| v6                             | Le Kremlin-Bicêtre Leclerc-Thomas      | Le Kremlin-Bicêtre Leclerc-Thomas (körjárat)                                       |
| v7                             | Villejuif Louis Aragon                 | Villejuif Louis Aragon (körjárat)                                                  |

## Helyközi járatok
A RATP üzemeltet néhány helyközi járatot is a szomszédos településekre (zárójelben a járatszám):
| Asnières (535) Bondy (546) Boulogne-Billancourt (571) Cachan (581) Choisy-le-Roi (582) Clamart (579) Clichy-la-Garenne (574) Deuil-la-Barre (556) Drancy (551) Fontenay-sous-Bois (524) Fresnes (583) Gentilly (584) | Issy-les-Moulineaux (589) Le Kremlin-Bicêtre (593) Le Pré-Saint-Gervais (570) Les Lilas (515) L’Haÿ-les-Roses (592) L’Île-Saint-Denis (578) Malakoff (597) Meudon (569) Montrouge (526) Nanterre (357) Nanterre (559) | Nogent-sur-Marne (514) Noisy-le-Sec (545) Pantin (330) Les Pavillons-sous-Bois (547) Puteaux (541) River Plaza (577) Saint-Ouen-sur-Seine (537) Suresnes (544) Valenton (104v) Villiers-sur-Marne (307) Villejuif (185v) |